# Armored Trooper Votoms
Armored Trooper VOTOMS (яп. 装甲騎兵ボトムズ со:ко кихэй ботомудзу, неоф. рус. «Бронированные воины Вотомы») — телевизионный аниме-сериал, снятый на студии Sunrise режиссёром Рёсукэ Такахаси. В Японии транслировался с апреля 1983 по март 1984 года на канале TV Tokyo. Как и предыдущая работа Рёсукэ Такахаси Fang of the Sun Dougram, VOTOMS также является «твёрдой» научной фантастикой в жанре «меха». В западном мире этот сериал менее известен, чем другая работа на аналогичную тематику — Mobile Suit Gundam.
По мотивам сериала была нарисована манга авторства Минору Нонаки; выпущены несколько OVA, включая Armored Trooper VOTOMS: Shining Heresy, Armored Trooper VOTOMS: Alone Again, Armored Trooper VOTOMS: Phantom Chapter и другие; разработаны игры Black Unicorn (для PC8801), Votoms: The Real Battle (PC-9801), Votoms — The Battling Road (Super Famicom), Blue Sabre Knights и Armored Trooper Votoms — Uoodo and Kummen (PlayStation), Soukou Kihei Votoms (PlayStation 2).

## Сюжет
В космосе идёт война между империями Гильгамеш и Баларант, длящаяся более ста лет. Боевые действия разворачиваются на земле, в воздухе и в космосе. И в ходе этой войны появилось универсальное оружие — роботы ВОТОМЫ. Основное их применение на земле, но они воюют и в космосе. Главный герой — пилот ВОТОМа Кирико Кьюви, который не помнит своё прошлое.
Империи готовятся заключить мир. Под самый конец боёв Кирико переводят в спецотряд для выполнения особого задания. При захвате секретной станции он находит секретное оружие — идеального солдата, созданного наукой для победы в бесконечной войне. И солдат этот — женщина. Она ещё не запрограммирована для войны и не обучена боевому делу. Война кончается и пилот Кирико и сверхсолдат Фиана уже не нужны армии. Фиану забирают в неизвестном направлении, а Кирико по окончании операции пытаются ликвидировать. Но ему удаётся выжить. Он начинает жить мирной жизнью.